# Olav Roots
Olav Roots (26 de febrer de 1910 – 30 de gener de 1974) va ser un director, pianista i compositor estonià.
Roots va néixer a Uderna. Va estudiar a l'Escola de Música de Tartu de 1923 a 1928, estudiant piano amb Artur Lemba i composició amb Heino Eller, al costat de músics com Eduard Tubin, Eduard Oja, Alfred Karindi i Karl Leichter. Després va estudiar a l'⁣Acadèmia de Música d'Estònia a Tallinn, on va ensenyar piano i solfeig fins al 1935. A més, va completar els seus estudis de piano amb Alfred Cortot a París.
Fins al 1937, Roots va dirigir l'Orquestra Simfònica del Conservatori de Tallinn. El 1937, una beca li va permetre estudiar amb Felix Weingartner a Viena i assistir a cursos d'estiu amb Nikolai Malko a Salzburg. El 1939 va esdevenir director en cap de l'⁣Orquestra de la Ràdio d'Estònia. El 1942 va estudiar amb Clemens Krauss a Salzburg.
El 1944, Roots es va traslladar a Sigtuna a Suècia. Allà va ensenyar a l'Escola d'Estònia i va dirigir el Cor Jove d'Estocolm. El novembre de 1952 va ser director de l'⁣Orquestra Simfònica de Colòmbia a Bogotà, Colòmbia, i va ensenyar al conservatori de la Universidad Nacional de Colombia, també ubicat a Bogotà, fins a la seva mort el 1974, convertint-se en director. La seva simfonia dedicada a l'Orquestra Simfònica de Colòmbia es va interpretar per primera vegada sota la seva direcció el 10 de novembre de 1967, i el mateix any va ser nomenat ciutadà d'honor de Colòmbia. El Museu Eduard Tubin del castell d'Alatskivi conté avui exposicions relacionades amb Roots i els seus companys de l'escola de música de Tartu. Va morir a Bogotà.